# 水棘针属
水棘针属（学名：Amethystea）是唇形科下的一个属，为一年生直立草本植物。该属共有水棘针（Amethystea caerulea）等数种，分布于西伯利亚至中国云南。